# Reactieve zuurstofcomponent

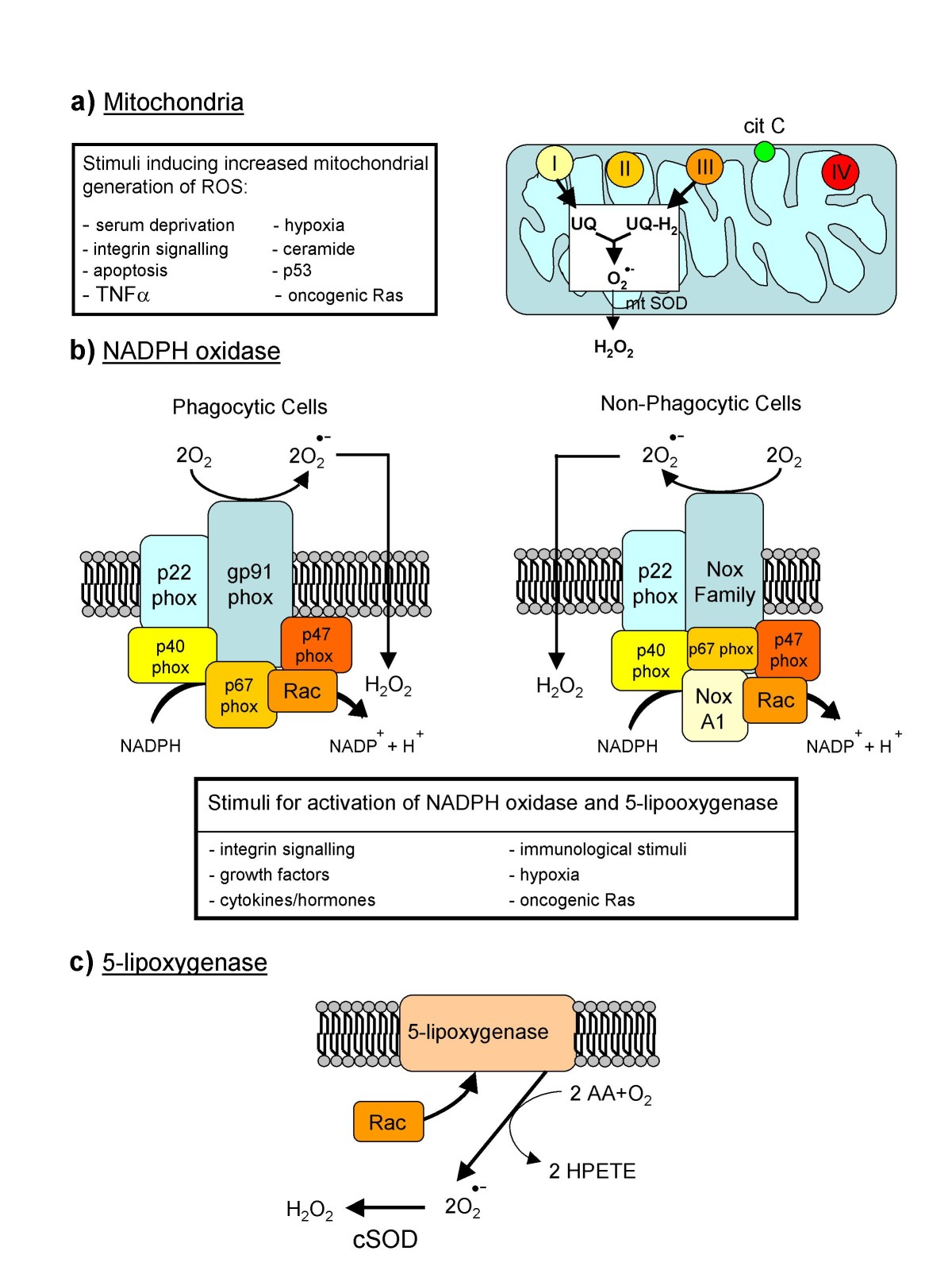
De voornaamste intracellulaire bronnen van ROS in cellen zonder fotosynthese

Reactieve zuurstofcomponenten, vaak aangeduid met de op het Engels gebaseerde afkorting ROS (Reactive oxygen species), vormen een groep reactieve chemische componenten met zuurstof als belangrijkste bestanddeel. Voorbeelden zijn peroxides, superoxides, het hydroxylradicaal en singlet zuurstof.
In een biologische setting vormen ROS een standaard bijproduct van het metabolisme van zuurstof. Aan de ene kant vormen lagere concentraties ROS een noodzakelijke voorwaarde voor het functioneren van de cel, aan de andere kant vormen hogere concentraties een bedreiging voor het correct functioneren ervan.
- Ze hebben een belangrijke rol in intercellulaire communicatie en homeostase.[3]
- Tijdens periodes van extreme omstandigheden (bijvoorbeeld blootstelling aan UV of warmte) kunnen de hoeveelheden ROS echter ver boven de voor die functies benodigde concentraties stijgen.[3] Hierdoor kan aanzienlijke schade ontstaan aan diverse structuren in de cel. De externe omstandigheden en de eruit voortvloeiende schade staan samen bekend als oxidatieve stress. ROS kunnen ook ontstaan ten gevolge van exogene factoren (factoren buiten de cel) zoals ioniserende straling.[4]

## Ontstaan en reacties
De reductie van moleculair zuurstof (O2) levert superoxide •{\displaystyle {\ce {O2-}}}. In waterig milieu zal dit snel omgezet worden in hydroperoxyl (•{\displaystyle {\ce {HO2}}}). Dit superoxide is de bron voor de meeste ROS.
{\displaystyle {\ce {O2}}} + {\displaystyle {\ce {e-}}} → •{\displaystyle {\ce {O2-}}}
De disproportioneringsreactie van superoxide levert (in waterig milieu) waterstofperoxide (H2O2) en zuurstof:
{\displaystyle {\ce {2H+}}} + {\displaystyle {\ce {2}}} •{\displaystyle {\ce {O2-}}} → {\displaystyle {\ce {H2O2}}} + {\displaystyle {\ce {O2}}}
Waterstofperoxide op zijn beurt kan partieel gereduceerd worden tot een hydroxylradicaal (waarbij ook hydroxide ontstaat) of geheel gereduceerd tot water:
{\displaystyle {\ce {H2O2}}} + {\displaystyle {\ce {e-}}} → {\displaystyle {\ce {OH-}}} + •{\displaystyle {\ce {OH}}}
{\displaystyle {\ce {2H+}}} + {\displaystyle {\ce {H2O2}}} + {\displaystyle {\ce {2e-}}} → {\displaystyle {\ce {2H2O}}}
Hoewel ROS te reactief zijn om van buiten een cel erin te komen (en strikt genomen dus altijd endogeen - in de cel gevormd - zijn), wordt wel onderscheid gemaakt tussen exogene en endogene ROS:
- Exogene ROS ontstaan door factoren die van buiten de cel afkomstig zijn
- Endogene ROS ontstaan onder invloed van processen die tot de normale activiteiten van de cel behoren.

### Exogenene ROS
Exogenene ROS kunnen ontstaan onder invloed van verontreinigingen, tabak, rook, drugs, xenobiotica en straling.
Ioniserende straling veroorzaakt zijn effect via de interactie ervan met water, zogenaamde radiolyse. Omdat levende cellen voor 55–60% uit water bestaan is radiolyse erg waarschijnlijk. Tijdens de interactie verliest een watermolecuul een elektron waarbij een zeer reactief deeltje ontstaat. Via een aantal stappen (•OH, H2O2, •O2−) ontstaat uiteindelijk O2.
Van deze groep deeltjes is het hydroxylradicaal extreem reactief. Het reageert onmiddellijk door een elektron op te nemen van elk molecuul waar het toevallig tegenaan komt. Dit molecuul verandert daardoor zelf in een radicaal waardoor een kettingreactie gaat verlopen. Minder reactief, maar daardoor schadelijker voor DNA is watersofperoxide: doordat het stabieler is heeft het voldoende tijd om uit het cytoplasma naar de celkern te migreren waardoor het daar met DNA kan reageren (en het zo beschadigen).
Als een van de, voor de meeste organismen, xenobiotica kan menadion worden genoemd. Onder invloed van het door deze stof makkelijk gevormde hemichinon wordt ook het superoxideradicaal gevormd.

### Endogene ROS
ROS ontstaan in cellen via verschillende standaard processen die noodzakelijk zijn voor het normaal functioneren van cellen. Welk proces de grootste bijdrage levert is afhankelijk van het cel- en weefseltype. Steeds wordt de grootste bijdrage geleverd door de "beroeps"producenten van ROS: NADPH oxidase. Van dit enzym bestaan een aantal isovormen, vaak gebonden aan de membranen van mitochondria, peroxisomen en het endoplasmatisch reticulum. Mitochondria zetten de chemische energie die aanwezig is in glucose om in een voor de cel bruikbare vorm, ATP. Dit proces wordt oxidatieve fosforylering genoemd. Tijdens dit proces worden zowel waterstof-ionen door een van de binnenmembranen van het mitochondrion geleid, terwijl tegelijkertijd elektronen via de elektronentransportketen naar zuurstof worden gebracht. In deze transportketen worden elektronen steeds overgedragen aan aan complex met een iets hogere elektrodepotentiaal. Bij deze overdrachten wordt de energiewinst gebonden in de vorming van ATP uit ADP. Onder normale omstandigheden wordt de benodigde zuurstof gereduceerd tot water. In minder dan 2% van de gevallen ontstaat echter het superoxide-radicaal •{\displaystyle {\ce {O2-}}}. Dit is het best onderzocht voor Complex I en Complex III. Superoxide zelf is niet bijzonder reactief, maar het kan in zijn geprotoneerde vorm, •{\displaystyle {\ce {HO2}}}, bepaalde enzymen deactiveren en bovendien de lipidenperoxidatie starten. De pKz van hydroperoxyl is echter 4,8. Het gevolg is dat onder fysiologische omstandigheden nauwelijks sprake is van hydroperoxyl, maar vooral van het superoxide-anion.
Indien de schade aan mitochondria te groot wordt ondergaat de cel waar zij dele van uitmaken apoptose, geprogrammeerde celdood.

### Superoxide dismutase
Superoxide dismutases (SOD) vormen een groep enzymen die de reactie van superoxide naar waterstofperoxide en dizuurstof katalyseren:
{\displaystyle {\ce {2H+}}} + •{\displaystyle {\ce {O2-}}} + •{\displaystyle {\ce {O2-}}} → {\displaystyle {\ce {H2O2}}} + {\displaystyle {\ce {O2}}}
Als zodanig vormen ze een belangrijke component in het anti-oxidantsysteem van alle cellen die blootgesteld worden aan dizuurstof. In zoogdieren (en de meeste chordata) komen drie vormen voor.
- SOD1 komt vooral in het cytoplasma voor,
- SOD2 in mitochondria en
- SOD3 is extracellulair.

De eerste is een dimeer (het bestaat uit twee eenheden), de andere zijn tetrameren (vier subunits). In SOD1 en SOD3 komen koper- en zink-ionen voor, SOD2 heeft een mangaan-ion in zijn actieve centrum. In het menselijk genoom liggen de genen voor deze enzymen op respectievelijk de chromosomen 21, 6, en 4 (21q22.1, 6q25.3 and 4p15.3-p15.1).
De door SOD gekatalyseerde reactie kan in onderstaande twee halfreacties weergegeven worden:
- {\displaystyle \mathrm {M^{({\mathit {n}}+1)+}\ +\ SOD\ +\ O_{2}^{\ -}\longrightarrow \ M^{{\mathit {n}}+}\ +\ SOD\ +\ O_{2}} }
- {\displaystyle \mathrm {M^{{\mathit {n}}+}\ +\ SOD\ +\ O_{2}^{\ -}\longrightarrow \ M^{({\mathit {n}}+1)+}\ +\ SOD\ +\ H_{2}O_{2}} }

Waarbij M = Cu (n = 1); Mn (n = 2). In de totaalreactie wisselt het oxidatiegetal van het metaal-ion tussen n en n + 1.
Het ontstane waterstofperoxide wordt via verschillende routes onschadelijk gemaakt.
- Catalase, dat vooral voorkomt in peroxisomen, die vlak naast de mitochondria liggen, katalyseert de reactie van waterstofperoxide naar water en dizuurstof.

{\displaystyle \mathrm {2\ H_{2}O_{2}\ } }{\displaystyle {\ce {->[\mathrm {catalase} ]2H2O}}}{\displaystyle \mathrm {+O_{2}} }
- Glutathionperoxidase reduceert waterstofperoxide met behulp van glutathion.

{\displaystyle {\ce {2 GSH}}} {\displaystyle +} {\displaystyle {\ce {H2O2->[\mathrm {glutathionperoxidase} ]GS-GS}}} {\displaystyle +} {\displaystyle {\ce {2 H2O}}}
- Peroxiredoxines zetten H2O2 in mitochondria, het cytosol en de celkern om.

{\displaystyle {\ce {H2O2->[\mathrm {peroxiredoxine} ]2H2O}}}

### Singletzuurstof
Een heel ander ROS is Singletzuurstof {\displaystyle {\ce {^1O2}}}. In plaats van een extra elektron op te nemen heeft dizuurstof hierin energie gebruikt om zijn elektronen anders te organiseren. singletzuurstof ontstaat onder andere als bijproduct van de fotosynthese. In aanwezigheid van een fotosensitizer als chlorofyl kan uit het gewone tripletzuursof (3O2) singlertzuurstof (1O2) ontstaan:
{\displaystyle {\ce {^3O2 ->[{\ce {licht}}][{\ce {photosensitizer}}] ^1O2}}}
Singletzuurstof is zeer reactief, vooral ten opzichte van organische verbindingen met dubbele banden. De hieruit voortvloeiende schade verlaagt de fotosynthetische efficiëntie van chloroplasten. In planten die blootgesteld worden aan excessieve hoeveelheden licht kan de daardoor verhoogde productie van singletzuurstof leiden tot celdood. Verschillende groepen stoffen die in chloroplasten voorkomen, zoals carotenoïdes, tocoferolen en plastoquinonen, reageren snel met singletzuurstof. Op deze manier wordt de chloroplast beschermd tegen de toxische effecten van {\displaystyle {\ce {^1O2}}}. Naast zijn directe toxiciteit heeft singletzuurstof ook een functie als signaalstof. Oxidatieproducten van β-caroteen (bijvoorbeeld Jasmonaat) treden op als secondaire signaalstoffen die zowel de bescherming tegen de toxische reactieproducten kunnen activeren als de apopthose. De grootte van de jasmonaatconcentratie speelt een belangrijke rol in de keuze tussen aanpassen van het celmetabolisme aan de hoge concentratie singelzuurstof of celdood.

## Effecten van beschadiging
De effecten van ROS op het celmetabolisme zijn goed gedocumenteerd voor een breed scala aan soorten. Niet alleen de rol in apoptose (de geprogrammeerde celdood) wordt beschreven, maar ook positieve effecten zoals het activeren van genen die betrokken zijn bij de cellulaire afweer. Dit betekent dat ROS een rol spelen in het normaal functioneren van een cel. Met name bloedplaatjes, die betrokken zijn bij de reparatie van verwondingen en de homeostase van bloed maken ROS vrij waardoor andere bloedplaatjes naar de plaats van het letsel geleid worden. Hiermee wordt ook een relatie gelegd met het adaptieve immuunsysteem door het aantrekken van leukocyten.
Schadelijke effecten van ROS kunnen samengevat worden onder de volgende punten:
1. Beschadiging van DNA of RNA.
2. Oxidatie van meervoudig onverzadigde vetzuren.
3. Oxidatie van aminozuren in proteïnen.
4. Oxidatieve deactivering van bepaalde enzymen door oxidatie van de noodzakelijke co-enzymen.

### Reactie op Pathogenen
Op het moment dat een plant een pathogeen herkent, is een van de eerste reacties de snelle productie van superoxide ({\displaystyle \mathrm {O_{2}^{\ -}} }) of waterstofperoxide ({\displaystyle \mathrm {H_{2}O_{2}} }) om de celwand te versterken. Dit voorkomt verspreiding van het pathogeen naar andere delen van de plant.
In zoogdieren vormt de aanmaak van ROS ook een belangrijke antimicrobiologische verdediging. Het belang van deze verdedigingslinie wordt onderstreept door het feit dat individuen met chronische granulomateuze ziekte (leidend tot problemen bij de aanmaak van ROS) heel gevoelig zijn voor infecties met een breed spectrum aan microben, zoals Salmonella enterica, Staphylococcus aureus, Serratia marcescens, en Aspergillus.
De precieze manier waarop ROS de gastheer in staat stelt zich beter te verdedigen tegen microben is nog niet helemaal duidelijk. Een van de meest voor de hand liggende manieren is beschadiging van het microbiële DNA. In Salmonella is aangetoond dat DNA reparatie mogelijk moet zijn om te voorkomen dat ROS tot celdood leidt. Ook is aangetoond dat ROS een rol speelt in het verdedigingsmechanisme tegen virussen via helicase-1 en een door mitochondria geproduceerd signaaleiwit. Verhoogde concentraties ROS geven via dit mitochondriale aanleiding tot interferon activiteit ( IRF-3, IRF-7 en NF-κB). Voor epitheelcellen van de luchtwegen is kortgeleden aangetoond dat zij reageren met door mitochondria geproduceerde ROS op een infectie met influenza. Het optreden van ROS leidde tot de aanmaak van type III interferon en het overgaan in een "antivirus modus", waardoor de infectie beperkt werd. In het verdedigingsmechanisme van de gastheer tegen mycobacteria spelen ROS zeker een rol, al is ROS waarschijnlijk niet zelf letaal voor deze organismen. Eerder wordt gedacht aan interferentie met ROS afhankelijke communicatie in het micro-organisme.
ROS spelen ook een rol in de activering, of juist het gebrek daaraan, en de apoptose van T-cellen.

### Oxidatieve beschadiging
In aerobe organismen wordt de energie die nodig is om de levensprocessen uit te voeren geproduceerd in de mitochondria via de electronentransportketen. Naast energie worden echter ook ROS geproduceerd. De beschadigingen die door ROS kunnen ontstaan kunnen tot veroudering leiden.
Zoals eerder al beschreven zijn ROS een normaal product in het cellulaire metabolisme. Een van de voornaamste componenten die bijdragen aan oxidatieve beschadigingen is waterstofperoxide, (H2O2), dat ontstaat uit superoxide ontstaat. Dat laatste lekt uit mitochondria. Catalase en superoxide dismutase ondervangen de schadelijke effecten van respectievelijk waterstofperoxide en superoxide, door deze componenten om te zetten in zuurstof en waterstofperoxide (dat later omgezet wordt in water) waarmee de schadelijke stoffen geneutraliseerd worden. De omzetting naar onschadelijk stoffen verloopt echter niet met een efficiëntie van 100%. Resten peroxides blijven in de cel en leiden dus tot oxidatieve beschadigingen.
Het geheugen wordt met het stijgen van de leeftijd minder, wat vooral in degeneratieve ziekten als Alzheimer blijkt. Deze ziekte gaat gepaard met een opeenstapeling van oxidatieve schade. Recente studies tonen aan dat de accumulatie van ROS de algemene conditie negatief beïnvloed. De stapeling van oxidatieve schade kan leiden tot cognitieve disfunctie. De relatie tussen deze twee werd aangetoond bij oude ratten. De dieren kregen metabolieten van mitochondriën. Daarna werden ze onderworpen aan een cognitieve test. De resultaten lieten zien dat de ratten beter presteerden nadat ze de metabolieten gekregen hadden. Opstapelende oxidatieve beschadiging kan de efficiëntie van mitochondria aantasten, en daarmee het ontstaan van meer ROS bevorderen. De stapeling, en het effect, van oxidatieve schade op veroudering hangt wel af van het type weefsel waar de beschadiging optreedt. Aanvullende experimenten geven aan dat oxidatieve schade verantwoordelijk kan zijn voor de teruggang van cognitieve functies. In oudere woestijnratten werden grotere concentraties van geoxideerde eiwitten gevonden dan in jongere dieren. Behandeling met een radicalen afvangend middel leidde bij oudere ratten wel, maar bij jongere dieren niet, tot een verlaging van de geoxideerde eiwitten. In aanvulling daarop bleken oudere dieren beter cognitief te presteren tijdens de behandeling, maar terug te vallen naar hun oorspronkelijke niveau, zowel wat cognitie als wat geoxideerde eiwitten betrof, als de behandeling werd onderbroken. De conclusie lijkt te zijn er een relatie is tussen de oxidatie van cellulaire componenten en hersenfunctionaliteit.

### Mutaties
Oxidatie van DNA ten gevolge van ROS is een van de belangrijkste oorzaken van mutaties. Er kunnen verschillende soorten beschadigingen in het DNA ontstaan. Door ROS kunnen dit tot 20.000 beschadigingen per dag per cel zijn. Dit kunnen zowel puntbeschadigingen zijn (slechts één base is beschadigd), als beschadigingen die de grotere structuur van DNA treffen.
- Puntbeschadigingen zijn bijvoorbeeld:
  - de vorming van 8-oxoguanine. Dit is de belangrijkste DNA-beschadiging door ROS. DNA-polymerase leest deze base vervolgens als adenine. Tijdens de synthese van de complementaire streng wordt daardoor een guanine vervangen door een thymine.
  - de vorming van formamino-pyrimidines
- grotere structurele beschadigingen omvatten onder andere:
  - breuk in een van de ketens van het DNA
  - compleet verlies van een base
  - de vorming van etheno-adducten
  - proteïne-DNA-adducten
  - intra- en inter-strengs crosslinks